# Иванка Лукатели
Иванка Лукатели (25. новембар 1948), српска је примабалерина, кореограф и педагог. Њен легат налази се у Удружењу за културу, уметност и међународну сарадњу „Адлигат”.

## Биографија
Ћерка је сликара и уметника из Црне Горе италијанског порекла, Антона Лукателе. Лукателе су племићког порекла са наследном титулом барона.
Завршила је балетску школу „Лујо Давичо“ и специјализовала се на Московској државној балетској школи.
Након средњошколског образовања постала је члан балетског ансамбла Народног позоришта а касније и солисткиња и носитељка главних улога.
Примабалерина је Народног позоришта у Београду и Националног Баварског позоришта у Минхену.
Обављала је функцију директорке балете у Српском народном позоришту (1979—1981) и Народном позоришту.
Наступала је у бројним земљама света, укључујући Панаму, Италију, Јапан, Турску. Запажен је њен наступ на Међународном конкурсу младих балетских уметника у Москви, у финалу такмичења балетских парова у Јапану те њени солистички наступи у минхенској Опери.
Остварила је више од 5.000 појављивања на сцени.
Осамдесетих је идејно је конципирала и организовала три сусрета југословенских балетских уметника.
Одржала је 200 тренинга за Истамбулску оперу и балет и бројне тренинге за српске балетске ансамбле.
Писала је уметничке критике у дневној штампи.
Радила је као балетски педагог у школи „Лујо Давичо“. Лукатели је сертификована инструкторка јоге.

## Легат у Адлигату
Лукактели је Удружењу за културу, уметност и међународну сарадњу „Адлигат” завештала своје награде, дипломе, фотографије, личне предмете и публикације.
Легат је завештала на иницијативу Стеванке Чешљаров. Удружење Адлигат се стара о њеној материјалној баштини као и сећању на лик и дело. Оснивањем легата Иванке Лукактели удружње Адлигат формира кутак балета у својим музејским просторима.

## Награде
- Пет позоришних награда за најбоља годишња остварења, Народно позориште
- Награда Љубљанског Бијенала за најбоље остварење
- Награда за најбоље уметничко остварење града Минхена
- Октобарска награда града Београда
- Награда Министарства културе Београда за најбоље годишње остварење у области културе
- Златна колајна на фестивалу монодраме у Земуну
- Награда за животно дело Удружења балетских уметника Србије